# بلو پروتوکل
بلو پروتوکل (به انگلیسی: Blue Protocol) یک بازی کامپیوتری ام ام او با تم انیمه ای و بسیار معروف است که از سال 2019 در حال ساخت است و توسط شرکت ژاپنی باندای نامکو آنلاین ساخته شده و در طول این مدت زمان طولانی که در حال ساخت بوده شرکت در سکوت بوده و تعداد زیادی پلیر منتظر این بازی بودند و نسخه ژاپنی این بازی در 24 خرداد 1402 شمسی ریلیز می شود.

## تیم توسعه
تیم توسعه این بازی توسط مدیر توسعه فوکوزاکی، تولید کننده اجرایی باندای نامکو آنلاین شیموکا و مدیر کل مدیریت سوزوکی ایجاد شده است.